# Eustrotia unculata
Eustrotia unculata là một loài bướm đêm trong họ Noctuidae.